# Ectinosoma dentatum
Ectinosoma dentatum is een eenoogkreeftjessoort uit de familie van de Ectinosomatidae. De wetenschappelijke naam van de soort is voor het eerst geldig gepubliceerd in 1940 door Steuer.